# Uros, abad de Pannonhalma
Uros (Oros) abad. Fue entre 1207 y 1243 abad de la Abadía de Pannonhalma en Hungría.

## Biografía
Primero ejerció como abad de Tihany. Ahí por medio de su iniciativa en 1211 se llevó a cabo un documento legal que englobó detalles históricos relacionados con el centro religioso. Uros es recordado por su enorme fuerza, actuación constante en aras de los intereses de su monasterio, y llevó con éxito sobre sus hombros por décadas el peso administrativo de los asuntos terrenos y espirituales de sus monjes. 
Uros viajó seis veces a Roma, a la corte del papa, y participó en el Concilio de Letrán IV, estuvo dos veces de visita en la Abadía de Montecasino, donde hizo una alianza de oraciones junto a la comunidad religiosa ahí presente dirigiéndolas con el abad local. En 1217 Uros partió desde Pannonhalma junto a su rey Andrés II de Hungría en la Quinta Cruzada hacia Tierra Santa. Luego del fracaso de esta movilización militar, el monarca y Uros regresaron a Europa junto a sus ejércitos. El abad reconstruyó y en 1224 santificó la iglesia románica que aún se encuentra en pie en Pannonhalma. Uros litigó en muchas ocasiones en los asuntos de propiedades y terrenos: por el diezmo de la megye (provincia) de Somogy, por el de las propiedades de Salaföld (Deáki, Csallóköz); asignó los derechos y deberes de los siervos; (compendio Albeus); compiló en un libro (Liber Ruber) los documentos reales y papales relacionados con Hungría. En 1242 el reino húngaro sufrió la invasión mongola que arrasó con muchas ciudades y aldeas acabando con un tercio de la población del reino. Uros organizó la defensa de la Abadía de Pannonhalma, la cual resultó efectiva y el centro religioso se salvó de la invasión.
Se estima que pudo haber fallecido en 1243, pues los últimos registros que hacen referencia a él datan de esa época.